# Habenaria dregeana
Habenaria dregeana är en orkidéart som beskrevs av John Lindley. Habenaria dregeana ingår i släktet Habenaria och familjen orkidéer. Inga underarter finns listade i Catalogue of Life.